# Georg Gädker
Georg Gädker   (Friburg de Brisgòvia, 28 de gener de 1981) és un baríton d'òpera i concert alemany.

## Carrera
Gädker va néixer a Friburg de Brisgòvia. Com a noi solista (alto) i jove veu masculina, va cantar amb el cor de nois de la catedral de Friburg i va assistir a l'escola secundària musical Kollwg St Sebastian a Stegen prop de Friburg. Del 1999 al 2001, va ser un jove estudiant a la Hochschule für Musik Freiburg amb Bernd Göpfert, on va estudiar cant i pedagogia vocal des del 2002. Del 2004 al 2009, va continuar els seus estudis amb Rudolf Piernay a la Hochschule für Musik und Darstellende Kunst Mannheim i a la Guildhall School of Music and Drama de Londres, on es va graduar amb distinció. Va assistir a classes magistrals amb Margreet Honig, Emma Kirkby, Thomas Quasthoff, Graham Johnson, Sarah Walker, Wolfram Rieger, Charles Spencer i Thomas Hampson. Gädker va ser becat de la Cusanuswerk Studienstiftung.
Gädker treballa autònom des del 2009. En concert apareix com a intèrpret de la majoria dels grans papers del seu camp, entre ells, a partir de les obres de Bach (Passió segons sant Mateu amb Reinhard Goebel i amb el Tölzer Knabenchor, Passió segons sant Joan amb Helmuth Rilling a Xile, Oratori de Nadal) sota Hans-Christoph Rademann, Missa en si menor, Ich will den Kreuzstab gerne tragen, BWV 56, diverses reconstruccions de la Passió de Sant Marc, BWV 247, cantates solistes, El Messies de Händel, La festa de Jephtha i Alexander's Feast, La creació i les estacions de Haydn així com obres cada cop més grans del Rèquiem de Mozart, com la Simfonia núm. 9 de Beethoven, Sant Pau i Elies de Mendelssohn, Un Rèquiem alemany de Brahms, Les Béatitudes de César Franck, Simfonia de Williams A Sea, Howard Armanana d'Orff (Orff)., Das Liebesmahl der Apostel de Wagner, Messa da Requiem de Verdi i War Requiem de Britten. Els concerts l'han portat a sales de concerts com la Berliner Philharmonie i la Konzerthaus de Berlín, la Muziekgebouw aan 't IJ d'Amsterdam, la Kölner Philharmonie, la Gewandhaus de Leipzig, la Tonhalle de Zuric, la Kultur- und Kongresszentrum Liederhalle i el Wigmore Hall de Londres, en esglésies com la catedral de Berlín, l'arxibasílica de Sant Joan de Laterà a Roma, la catedral de St. Pierre a Ginebra, Grossmünster a Zuric i la catedral de Friburg, així com altres llocs d'Europa i arreu del món. S'han realitzat enregistraments radiofònics, entre d'altres per a la NDR, la SWR, deutschlandradio, la BBC i Radio France. L'any 2010 es va publicar un CD amb cançons orquestrals de Gustav Mahler amb el Landesjugendorchester Baden-Württemberg sota la direcció de Christoph Wyneken.
En l'àmbit del teatre musical, Gädker va oferir actuacions convidades als escenaris de Braunschweig, Leipzig, Frankfurt i Mannheim, on va ser, entre d'altres, el comte Almaviva (Les noces de Fígaro), Eneas (Dido and Aeneas), Schneck (Der Vogelhändler), Notario (Gianni Schicchi) així com en altres papers en estrenes mundials de l'òpera Wasser d'Arnulf Herrmann i l’òpera de cambra Neumond de Lucia Ronchetti. L'any 2013 va actuar en el paper principal de l'òpera Das Märchen vom Popen und seinem Knecht Balda de Xostakovitx en una producció del Konzerthaus de Berlín i a partir del 2014 es va poder escoltar durant dues temporades a La tempesta de Shakespeare (direcció Calixto Bieito, música de Henry Purcell) al Teatre Nacional de Mannheim. A la temporada 2014/2015, Gädker va actuar en un pastichecio d'òpera després de The Canterville Ghost de Wilde amb música de Rameau, Purcell i altres al Musiktheater im Revier (MiR) Gelsenkirchen. El 2015 Gädker va debutar al Festival StadtOper Soest en el paper principal de Don Giovanni de Mozart, seguida de l'estrena alemanya de l'òpera de cambra de Luke Bedford Through his Teeth amb l'Opera Factory Freiburg el 2016, així com Hans Zenders Don Quijote de la Mancha a Frankfurt LAB amb l'Ensemble Modern dirigit per Johannes Kalitzke. El 2017 es va poder escoltar Gädker en una producció escènica de Jephta de Handel al Landestheater Detmold.
El 2011 Gädker va fundar la sèrie internacional de recitals de cançons "klangwerk LIED" Freiburg juntament amb la soprano Katharina Persicke i el pianista Nicholas Rimmer. Juntament amb Persicke i Rimmer és el director artístic d'aquesta sèrie, que va estar sota el patrocini de l'acompanyant de la cançó nord-americana Irwin Gage fins a la seva mort el 2018.

## Premis i guardons
- 2007: Beca del Deutscher Musikwettbewerb al German Music Competition de Berlín i admissió a la 52a Bundesauswahl Konzerte Junger Künstler (BAKJK)[8]
- 2007: 3r premi d'especialitat de concert al "Concurs de cant Cantilena" de la Jungen Musikerstiftung Bayreuth[9]
- 2008: Beca de l’Associació Internacional de Societats Wagner, Ortsgruppe Mannheim-Kurpfalz
- 2008: 2n premi al "Podium Junger GesangsSolisten" de la Verband Deutscher Konzertchöre, Kassel[10]
- 2009: 3r premi del Concurs Internacional Johannes Brahms, Pörtschach (Àustria)[11]
- 2010: 2n premi a l’Internationalen Concorso di Musica Sacra, Roma (italià)[12]
- 2011: Premi al Concurs Internacional de Cant Kammeroper Schloss Rheinsberg
- 2011: Premi especial per a concerts al Concurs Reina Elisabeth, Brussel·les
- 2012: 2n premi al Concurs Internacional Robert Schumann per a pianistes i cantants, Zwickau[13]
- 2013: Premi especial a l’ Internationaler Schubert-Wettbewerb Dortmund.